# Kafr aš-Šajch (guvernorát)
Kafr aš-Šajch je egyptský guvernorát, nachází se na severu země podél západní větve Nilu. Kdysi býval součástí guvernorátu Gharbíja, dnes se zde nacházejí významná střediska průmyslu. Zpracovává se zde bavlna, rýže a ryby. Nachází se zde také významná univerzita. Hlavní město guvernorátu je Kafr aš-Šajch.